# Quake II: Ground Zero
Quake II: Ground Zero es la segunda expansión oficial para el juego de PC Quake 2. Expansión desarrollada por Rogue Entertainment.

## Argumento
La acción de Ground Zero va en paralelo a sí mismo con Quake II. La Gravity Well ha atrapado a la Flota en órbita sobre el planeta. 
Pero Uno de los marines que lograron aterrizar en el planeta Strogg debe hacerse su camino hacia la gravity Well para destruirla y liberar la flota desactivar la totalidad de las defensas del planeta Strogg.

## Las innovaciones

### Los Enemigos De Ground Zero
- Torreta (Arma) — Tiene un montón de sensores, que permiten disparar muy acertadamente. Todo esto hace que el Arma muy eficaz pero Tiene un escudo muy débil
- Stalker (stalker) — Criatura con alta inteligencia, agudas espinas en las patas delanteras y un cañón como arma a distancia. Los Stalkers, a pesar de su peso, son capaces de saltar alto y lejos, superar los obstáculos y romper la víctima en pedazos. A menudo protegen espacios comunes como pasillos, esquinas . Sin duda, excelentes unidades para las emboscadas y los ataques por sorpresa.
- Medic Commander  — Este modificado Médico es capaz de entrar en la batalla, incluso solo, porque a su mano derecha es una unidad portátil médica, pero enseguida migra si hay acción a un modo para el combate
- Daedalus (dédalo) — dédalo es el segundo modelo de Ícaro, también masivamente utilizada por la fuerza aérea Strogg en batallas a gran escala. Se caracteriza por el escudo de energía, lo que hace de mucho más vivaz en la batalla.
- Carrier (Portaaviones) — Aviones de destrucción masiva, el más potente del ejército Strogg. El arsenal de este portaaaviones incluye un lanzagranadas, railgun, dos ametralladoras y el lanzacohetes para atacar objetivos bajo un Portaaviones, lo que hace que el Portaaviones sea uno de los más peligrosos de todos los Stroggs.
- Black Widow (Viuda Negra) Líder de la Strogg. la Viuda Negra tiene un sistema de copia de seguridad de ganancia del enemigo, es decir, cuando el enemigo utiliza el artefacto "Quad Damage" o "Invulnerability", la Viuda también adquiere exactamente la misma capacidad volviéndola muy difícil de matar
- Black Widow (Viuda-Man)  — Segunda fase de la Viuda. Las características son las mismas que en la fase anterior, el sistema de la duplicación de los artefactos también funciona. Pero de armas, además de los cañones de plasma, el de la Viuda-Man, usa ahora un arma mortal contra los paracaidista, especialmente en grandes espacios abiertos.

- Datos: Q2429827